# Вар (река)
Река Вар (на френски: Var) е река разположена в югоизточната част на Франция.

## Описание
Река Вар е с дължина 114 км и с водосборна площ от 2812 км2. Началото ѝ е в Приморски Алпи и протича през департамента Алп Маритим през по-голямата част от дължината си, с кратък, около 15 км, участък в департамента Алп дьо От Прованс. Тече като цяло на югоизток до вливането си в Средиземно море между Ница и Сен Лоран дю Вар, като по протежението си приема различни малки притоци.
До началото на 19 век реката е без мостове; тъй като е границата между Франция и Графство Ница, тогава част от Кралство Пиемонт-Сардиния.
Река Вар протича през следните департаменти и градове:
- Приморски Алпи: Гийом
- Алп дьо От Прованс: Ентрево
- Приморски Алпи: Пюже Тение, Каро, Сен Лоран дю Вар

## Име
Името на реката произхожда от латински като Vārus и на старогръцки като Ouãros (Οὐᾶρος). Произлиза от индоевропейския корен *uōr- (по-рано *uer-), което означава „вода, река“ (ср. санскрит – vār, староскандинавски – vari).
Това е уникален случай във Франция за име на река, която не тече в департамента Вар, кръстен на нея
- Местоположение в Южна Франция
- Изглед към реката и моста край Гийом
- Изглед към реката и моста при Ентрево
- Изглед към към реката и моста
- Изглед към реката при Пюже Тение
- Изглед при Сен Лоран дю Вар